# Bernhard Horwitz

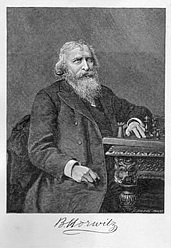
Bernhard Horwitz

Bernhard Horwitz (* 10. Mai 1807 in Neustrelitz als Benjamin Horwitz; † 29. August 1885 in London) war ein deutsch-britischer Schachmeister und Studienkomponist.
Horwitz war jüdischer Abstammung. Seinen Vornamen Benjamin änderte er später in Bernhard. Von 1836 bis 1839 studierte er an der Kunstakademie in Berlin Malerei und gehörte in dieser Zeit der dortigen Berliner Schachschule, den Plejaden, an.
Der Begriff „Horwitz-Läufer“ steht für zwei auf benachbarten Diagonalen stehende Läufer, die beide auf die gegnerische Königsstellung zielen. Aaron Nimzowitsch verwendete diesen Begriff in seinem Buch Mein System.

## Schachspieler
Im Jahr 1839 zog Horwitz nach Hamburg, anschließend 1845 nach England, um sich in seinem Kunstberuf weiterzubilden. Dort nahm er die britische Staatsbürgerschaft an und beteiligte sich rege am Schachbetrieb. Er spielte Wettkämpfe mit den besten dortigen Spielern, darunter Howard Staunton (1846, 7:14 bei 3 Remisen), Lionel Kieseritzky (1846, 4:7 bei 1 Remis), Daniel Harrwitz (1846, 4:6 bei 1 Remis und 1849, 6:7 bei 2 Remisen), Henry E. Bird (1851, 7:3 bei 4 Remisen), Johann Jacob Löwenthal (1852, 1:4), Ignaz von Kolisch (1860, 1:3).
1851 nahm er am ersten internationalen Turnier in London teil, wo er den 7. Platz belegte. Er besiegte in der ersten Runde Bird mit 2,5:1,5, unterlag dann jedoch Staunton mit 2,5:4,5.
Horwitzens beste historische Elo-Zahl betrug 2579. Diese erreichte er im Oktober 1846. Zeitweise lag er auf Platz drei der Weltrangliste.

## Schachkomponist
Sein Hauptverdienst im Schach liegt aber weit mehr in seinem analytischen Schaffen als Komponist von Aufgaben und Studien. Er gewann mit folgendem Beitrag das erste Studienkompositionsturnier der Geschichte, welches von Löwenthal organisiert wurde.
|   | a | b | c | d | e | f | g | h |   |
| 8 |   |   |   |   |   |   |   |   | 8 |
| 7 |   |   |   |   |   |   |   |   | 7 |
| 6 |   |   |   |   |   |   |   |   | 6 |
| 5 |   |   |   |   |   |   |   |   | 5 |
| 4 |   |   |   |   |   |   |   |   | 4 |
| 3 |   |   |   |   |   |   |   |   | 3 |
| 2 |   |   |   |   |   |   |   |   | 2 |
| 1 |   |   |   |   |   |   |   |   | 1 |
|   | a | b | c | d | e | f | g | h |   |

Lösung:

1. c3xd4+ Kc5–d5

2. c2–c4+ Kd5–e6

3. Tf3xf6+ De7xf6

4. d4–d5+ Ke6–d6

5. Kg2–f1 Df6–f4

6. Sh6–f7+ gewinnt,
da Schwarz im nächsten Zug durch eine Gabel (das Thema der Studie) seine Dame verliert.
1851 gab er gemeinsam mit Josef Kling eine Sammlung von 208 Endspielen heraus, Chess Studies: Es handelt sich überwiegend um Gemeinschaftsarbeiten. Dieses Werk, 1884 nach dem Tod Klings von Horwitz als Chess Studies and End-Games in erweitertem Umfang herausgegeben, wurde zur Grundlage moderner Endspieltheorie. Beide Autoren gelten zugleich als Begründer der modernen Endspiel-Studie.
Horwitz komponierte unter eigenem Namen ab 1855 über 200 Studien, die er in Zeitschriften, wie Westminster Papers, The City of London Chess Magazine und The Chess Monthly, veröffentlichte.

## Werke
- Kling, Horwitz: Chess studies; or endings of games. London 1851[2]